# 石桃子
石 桃子（いし ももこ、1964年6月13日 - ）は、日本の女性声優。神奈川県出身。

## 人物
ぷろだくしょんバオバブに所属していた。

## 出演作品
太字はメインキャラクター。

### テレビアニメ
1989年
- らんま1/2熱闘編（都大路茶月、ウエイトレス、女A、女の子、子供A、女子生徒1）

1990年
- 楽しいムーミン一家（子供D 他）

1992年
- クッキングパパ（1992年 - 1995年、けい子、看護婦、少年、おばさん、女生徒、美保の友人 他）
- それいけ!アンパンマン（モモコちゃん〈初代〉）

1995年
- 鬼神童子ZENKI（給食のおばちゃん）
- 爆れつハンター（女）

1997年
- みすて♡ないでデイジー（女子高生）

1998年
- 南海奇皇（一条慶子、先生）

### OVA
1991年
- 1月にはChristmas

1993年
- ふぁんたじあ
- らんま1/2 シャンプー豹変! 反転宝珠の禍

1994年
- I・R・I・A ZEIRAM THE ANIMATION（乗員）

1996年
- らんま1/2 SUPER 二人のあかね「乱馬、私を見て!」

1997年
- 鬼神童子ZENKI外伝〜黯鬼奇譚〜（お手伝さん）

### 劇場アニメ
1995年
- ユンカース・カム・ヒア（原田千恵）

### ゲーム
1991年
- らんま1/2 とらわれの花嫁（クマガールたち）

1996年
- 王国のグランシェフ

### 吹き替え
- バットマン